# Roland Garros 1995
De 94e editie van het Franse grandslamtoernooi, Roland Garros 1995, werd gehouden van maandag 29 mei tot en met zondag 11 juni 1995. Voor de vrouwen was het de 88e editie. Het toernooi werd gespeeld in het Roland-Garrosstadion in het 16e arrondissement van Parijs.

## Belangrijkste uitslagen
Mannenenkelspel

Finale: Thomas Muster (Oostenrijk) won van Michael Chang (VS) met 7–5, 6–2, 6–4
Vrouwenenkelspel

Finale: Steffi Graf (Duitsland) won van Arantxa Sánchez Vicario (Spanje) met 7–5, 4–6, 6–0
Mannendubbelspel

Finale: Jacco Eltingh (Nederland) en Paul Haarhuis (Nederland) wonnen van Nicklas Kulti (Zweden) en Magnus Larsson (Zweden) met 63-7, 6-4, 6-1
Vrouwendubbelspel

Finale: Gigi Fernández (VS) en Natallja Zverava (Wit-Rusland) wonnen van Jana Novotná (Tsjechië) en Arantxa Sánchez Vicario (Spanje) met 66–7, 6–4, 7–5
Gemengd dubbelspel

Finale: Larisa Neiland (Letland) en Mark Woodforde (Australië) wonnen van Jill Hetherington (Canada) en John-Laffnie de Jager (Zuid-Afrika) met 7–68, 7–64
Meisjesenkelspel

Finale: Amélie Cocheteux (Frankrijk) won van Marlene Weingärtner (Duitsland) met 7–5, 6–4
Meisjesdubbelspel

Finale: Corina Morariu (VS) en Ludmila Varmužová (Tsjechië) wonnen van Alice Canepa (Italië) en Giulia Casoni (Italië) met 7–6, 7–5
Jongensenkelspel

Finale: Mariano Zabaleta (Argentinië) won van Mariano Puerta (Argentinië) met 6–2, 6–3
Jongensdubbelspel

Finale: Raemon Sluiter (Nederland) en Peter Wessels (Nederland) wonnen van Justin Gimelstob (VS) en Ryan Wolters (VS) met 7–6, 7–5
1891 · 1892 · 1893 · 1894 · 1895 · 1896 · 1897 · 1898 · 1899 · 1900 · 1901 · 1902 · 1903 · 1904 · 1905 · 1906 · 1907 · 1908 · 1909 · 1910 · 1911 · 1912 · 1913 · 1914 · 1915–1919 · 1920 · 1921 · 1922 · 1923 · 1924 · 1925 · 1926 · 1927 · 1928 · 1929 · 1930 · 1931 · 1932 · 1933 · 1934 · 1935 · 1936 · 1937 · 1938 · 1939 · 1940–1945 · 1946 · 1947 · 1948 · 1949 · 1950 · 1951 · 1952 · 1953 · 1954 · 1955 · 1956 · 1957 · 1958 · 1959 · 1960 · 1961 · 1962 · 1963 · 1964 · 1965 · 1966 · 1967
↓ open tijdperk ↓
1968 (m-v-md-vd-gd) · 1969 (m-v-md-vd-gd) · 1970 (m-v-md-vd-gd) · 1971 (m-v-md-vd-gd) · 1972 (m-v-md-vd-gd) · 1973 (m-v-md-vd-gd) · 1974 (m-v-md-vd-gd) · 1975 (m-v-md-vd-gd) · 1976 (m-v-md-vd-gd) · 1977 (m-v-md-vd-gd) · 1978 (m-v-md-vd-gd) · 1979 (m-v-md-vd-gd) · 1980 (m-v-md-vd-gd) · 1981 (m-v-md-vd-gd) · 1982 (m-v-md-vd-gd) · 1983 (m-v-md-vd-gd) · 1984 (m-v-md-vd-gd) · 1985 (m-v-md-vd-gd) · 1986 (m-v-md-vd-gd) · 1987 (m-v-md-vd-gd) · 1988 (m-v-md-vd-gd) · 1989 (m-v-md-vd-gd) · 1990 (m-v-md-vd-gd) · 1991 (m-v-md-vd-gd) · 1992 (m-v-md-vd-gd) · 1993 (m-v-md-vd-gd) · 1994 (m-v-md-vd-gd) · 1995 (m-v-md-vd-gd) · 1996 (m-v-md-vd-gd) · 1997 (m-v-md-vd-gd) · 1998 (m-v-md-vd-gd) · 1999 (m-v-md-vd-gd) · 2000 (m-v-md-vd-gd) · 2001 (m-v-md-vd-gd) · 2002 (m-v-md-vd-gd) · 2003 (m-v-md-vd-gd) · 2004 (m-v-md-vd-gd) · 2005 (m-v-md-vd-gd) · 2006 (m-v-md-vd-gd) · 2007 (m-v-md-vd-gd) · 2008 (m-v-md-vd-gd) · 2009 (m-v-md-vd-gd) · 2010 (m-v-md-vd-gd) · 2011 (m-v-md-vd-gd) · 2012 (m-v-md-vd-gd) · 2013 (m-v-md-vd-gd) · 2014 (m-v-md-vd-gd) · 2015 (m-v-md-vd-gd) · 2016 (m-v-md-vd-gd) · 2017 (m-v-md-vd-gd) · 2018 (m-v-md-vd-gd) · 2019 (m-v-md-vd-gd) · 2020 (m-v-md-vd) · 2021 (m-v-md-vd-gd) · 2022 (m-v-md-vd-gd) · 2023 (m-v-md-vd-gd) · 2024 (m-v-md-vd-gd)
Lijst van Roland Garroswinnaars